# グル・ナーナク

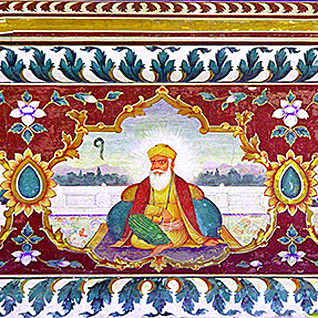
グル・ナーナクのフレスコ画

グル・ナーナク（ਗੁਰੂ ਨਾਨਕ , 1469年4月15日 - 1539年9月22日）は、シク教の教祖にして初代グル（尊師）。シク教では、歴代グルの全員がグル・ナーナクの聖性と宗教的権威を継承していると考えられている。グル・ナーナクの誕生日には、各地でお祭りが行なわれる。

## 名称
シク教では宗教指導者をグル（尊師）と呼ぶため、グル・ナーナク（あるいはナーナク師）という呼称が一般的であるが、神格化されたグル・ナーナク・デヴ（ パンジャブ語発音）という尊称もある。また、日本語文献ではグル・ナナク（あるいはナナク師）という表記も散見される。

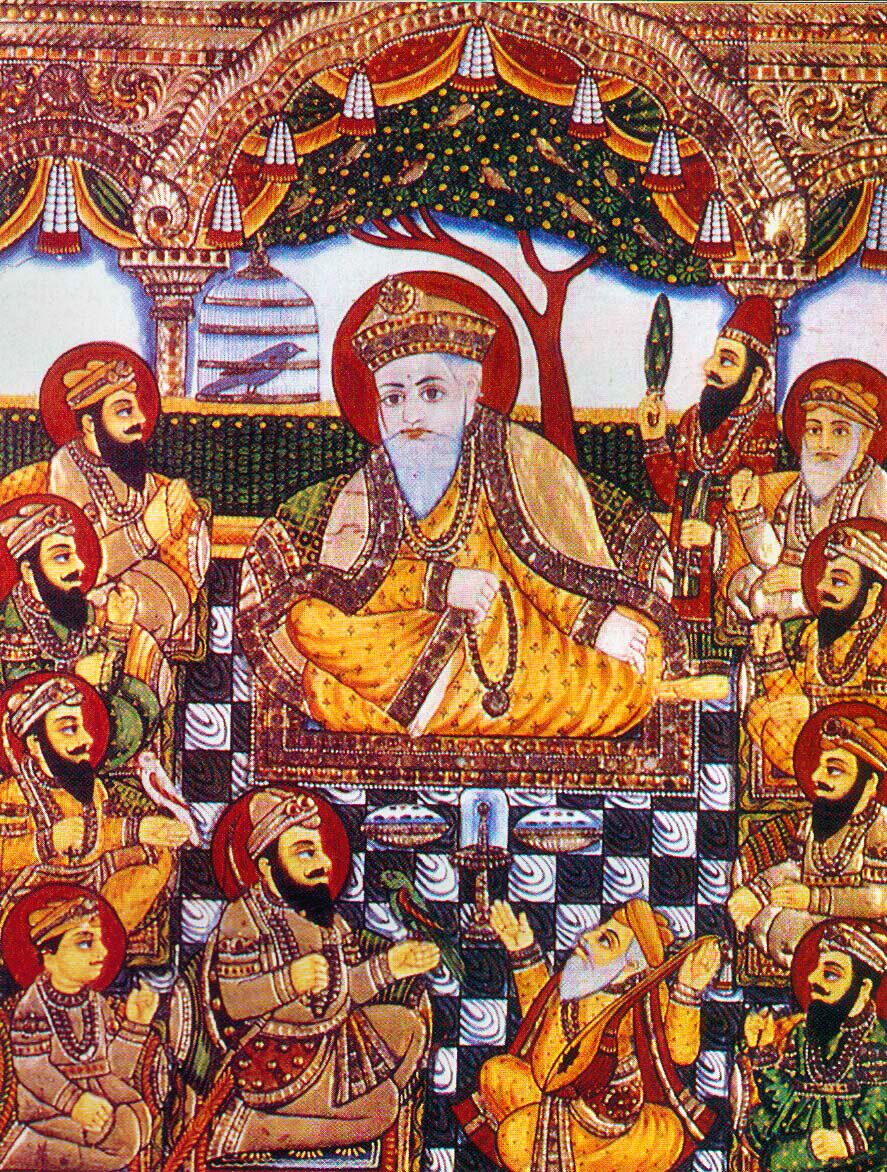
中央上に座るのがグル・ナーナク

## 略歴
ラーホール（現在のパキスタンの都市、インドとの国境近く）近郊のタールワンディー村で、ヒンドゥー教徒の両親の元に生まれた。
その後シク教の開祖となり、インドのパンジャーブ地方で布教活動を行った。
彼は第2代グルに息子を選ばずに、信仰心のあついアンガドを指名した。この決定に反発した息子は独立してウダーシー派を結成した。

## 思想
身分差別の激しいカースト制には否定的であり、また礼拝後には男女貴賎を問わず、すべての人が同じ場所に座り同じ食べ物を分けあう事を奨励した。これはヒンドゥー教がカーストが異なると一緒に食事をしないことに対する批判である。
宗教改革者カビールとイスラーム神秘主義スーフィズムの影響を受けている。カビールの思想とグル・ナーナクの思想は大変似ているが、違う点はカビールがタントラ（密教）の影響を受けているのに対し、グル・ナーナクにはそれがないことである。カビールと対面したかどうかはカビールの生没年がはっきりしないこともあって、学者によって意見が異なるが、現在主流の説では1440年誕生で1516年死亡なので、これなら出会った可能性はあることになる。
グル・ナーナクの教える神は形がなく、人格を持ち、慈愛深く、一神教で、偶像を持たず、定まった神の名前を持たない、つまりアラーもヴィシュヌも同じ神の異名にすぎないということである。
グル・ナーナクは数珠を首にかけ、頭にターバンを巻きヒンドゥー教とイスラーム教の両方の身なりをしていた。
グル・ナーナクの教えをヒンドゥー教とイスラーム教の折衷であるという人がいるが、ナーナクはヒンドゥー教でもなくイスラーム教でもない諸宗教の本質を追求したのである。